# Всемирный день окружающей среды
Всемирный день окружающей среды (на других официальных языках ООН: англ. World Environment Day, араб. اليوم العالمي للبيئة, ‎исп. Día mundial del medio ambiente, кит. 世界环境日, фр. Journée mondiale de l'environnement
) — всемирный день, призванный привлечь внимание людей к проблемам, с которыми сталкивается окружающая среда на всей планете. 
Всемирный день отмечается ежегодно во всём мире 5 июня.

## История
Провозглашён на 27-й сессии Генеральной Ассамблеи ООН (Резолюция № A/RES/2994 (XXVII)) от 15 декабря 1972 года.
Датой проведения выбрано 5 июня — день начала работы Стокгольмской конференции по проблемам окружающей человека среды в 1972 году.
В своей резолюции Генеральная Ассамблея призывает государства и организации системы ООН ежегодно в этот день проводить мероприятия, подтверждающие их стремление к сохранению и улучшению окружающей среды.
Также на 27-й сессии Генеральной Ассамблеи была создана новая организация в системе ООН — Программа ООН по окружающей среде (ЮНЕП). Именно под эгидой ЮНЕП ежегодно отмечается Всемирный день окружающей среды.

## Тематика и девизы Всемирного дня окружающей среды
Каждый год определяется тематика и девиз, выбирается место проведения основных международных мероприятий.
- 2022 год — «Одна Земля»

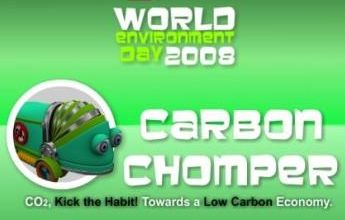
Эмблема 2008

- 2021 год — «Переосмыслить. Воссоздать. Восстановить»
- 2020 год — «Время природы»
- 2019 год — «Бой загрязнению воздуха»
- 2018 год — «Бой загрязнению пластиком»
- 2017 год — «Я с природой»
- 2016 год — «Политика абсолютной нетерпимости к незаконной торговле дикими животными»
- 2015 год — «Семь миллиардов снов. Одна Планета. Потребляй с осторожностью»
- 2014 год — «Подними свой голос, но не уровень моря!» (англ. Raise Your Voice Not The Sea Level)[1]
- 2013 год — «Думай. Ешь. Сохраняй» (англ. Think.Eat.Save)[2]
- 2012 год — «Зелёная экономика: а ты её часть?»
- 2011 год — «Леса: используя услуги природы»
- 2010 год — «Множество видов. Одна планета. Одно будущее»
- 2009 год — «Ваша планета нуждается в вас»
- 2008 год — «Освободись от зависимости! На пути к экономике с низкими выбросами углерода!»
- 2007 год — «Таяние льда — Горячая тема!»
- 2006 год — «Пустыни и опустынивание — Нет опустыниванию засушливых земель!»
- 2005 год — «„Зелёные города“: План для планеты!»
- 2004 год — «Нужны моря и океаны! Живыми, а не мёртвыми»
- 2003 год — «Вода — два миллиарда людей в ней остро нуждаются!»
- 2002 год — «Дать Земле шанс»
- 2001 год — «Войти во Всемирную паутину жизни»
- 2000 год — «Тысячелетие окружающей среды — время действовать»
- 1999 год — «Наша Земля — наше будущее. Спасём её!»
- 1998 год — «Ради жизни на Земле — спасём наши моря»
- 1997 год — «Ради жизни на Земле»
- 1996 год — «Наша Земля, наша среда обитания, наш дом»
- 1995 год — «Мы, народы: объединение ради глобальной окружающей среды»
- 1994 год — «Одна Земля — одна семья»
- 1993 год — «Бедность и окружающая среда — разорвать порочный круг»
- 1992 год — «Земля у всех одна — вместе позаботимся о ней»
- 1991 год — «Изменение климата. Необходимость глобального партнёрства»
- 1990 год — «Дети и окружающая среда»
- 1989 год — «Глобальное потепление, глобальное предостережение»
- 1988 год — «Когда люди ставят окружающую среду на первое место, развитие не прекратится»
- 1987 год — «Окружающая среда и кров: больше, чем крыша»
- 1986 год — «Дерево для мира»
- 1985 год — «Молодёжь: население и окружающая среда»
- 1984 год — «Опустынивание»
- 1983 год — «Организация сбора, удаления и захоронения опасных отходов: кислотные дожди и энергия»
- 1982 год — «Через десять лет после Стокгольма (обзор природоохранных проблем)»
- 1981 год — «Грунтовые воды; токсичные химические вещества в пищевой цепи человека»
- 1980 год — «Новый вызов для нового десятилетия: развитие без разрушения»
- 1979 год — «Только одно будущее для наших детей — развитие без разрушения»
- 1978 год — «Развитие без разрушения»
- 1977 год — «Природоохранная проблема озонового слоя; утрата земель и деградация почв»
- 1976 год — «Вода — ключевой ресурс жизни»
- 1975 год — «Населённые пункты»
- 1974 год — «Только одна Земля»

## Россия
В России, наряду с Днём окружающей среды 2008 года в этот день отмечается также праздник День эколога.

## Италия
В Италии, по случаю Дня окружающей среды 2010 год компания OIKOS проводит серию акций посвящённых улучшению окружающей среды.